# وزير الزراعة والثروة الحيوانية
وزير الزراعة والثروة الحيوانية  (أحياناً يُسمى وزير الزراعة فقط) وزير مكلَّف في الحكومة يكون عضواً في مجلس الوزراء. وهو مسؤول عن الزراعة وعن الفلاحين في بلد ما.